# 門脇麦
門脇 麦（かどわき むぎ、1992年8月10日 - ）は、日本の女優。本名は同じ。所属はユマニテ。

## 来歴
父の仕事の関係でニューヨークで生まれて5歳まで過ごしその後、東京で育つ。世田谷区立明正小学校、 桐朋女子中学校、都立狛江高校卒業。幼少期よりクラシックバレエを岸辺光代に師事。5、6歳の頃からバレリーナを目指して真剣に取り組んでいたが、中学2年生の時に限界を感じて断念。
バレエに代わるものを模索する中で、高校生の時に10代の宮﨑あおいや蒼井優らが出演する邦画作品を観て、同じ表現者としての役者に関心を抱き、「私も映画に出てみたい」と高校卒業前、芸能事務所に履歴書を送付。卒業後、芸能界入りを反対していた両親を説得し芸能事務所に入る。
2011年、テレビドラマ『美咲ナンバーワン!!』でデビュー。デビュー当初はブルーミングエージェンシーに所属していた。
2013年、「チョコラBB Feチャージ」（エーザイ）のCMで話題となり、同年、日本では初めてという写真集の映画化『スクールガール・コンプレックス』で初主演となる。2014年に公開されたR18+指定映画『愛の渦』では「地味でまじめそうな容姿ながら、誰よりも性欲が強い女子大生」というヒロインをオーディションで勝ち取り、初めて濡れ場やヌードに挑戦。同作および『闇金ウシジマくん Part2』、『シャンティ デイズ 365日、幸せな呼吸』での演技により第6回TAMA映画賞最優秀新進女優賞、第36回ヨコハマ映画祭最優秀新人賞、第88回キネマ旬報ベスト・テン新人女優賞の新人各賞を受賞している。2014年、日本テレビ系列深夜ドラマ『セーラー服と宇宙人（エイリアン）〜地球に残った最後の11人〜』でドラマ初主演。2015年にはNHK連続テレビ小説『まれ』に出演し、ヒロイン・土屋太鳳の友人役を演じて注目を集めた。2016年には『二重生活』で映画単独初主演。
2015年10月30日、急性喉頭蓋炎のため検査入院。ヒロイン役を務めるドラマ『火花』のクランクインを翌月に控えての大事をとっての入院とされた。11月2日、喉に見つかったポリープの切除手術を受ける。後日、実際には主演映画『世界は今日から君のもの』クランクイン前日の緊急入院であり、死を覚悟するほど大きなものであったことを明かしている。
2018年、若松プロダクションの実話を基にした映画『止められるか、俺たちを』で若松孝二監督の下で映画作りに没頭する主人公を演じ、第61回ブルーリボン賞主演女優賞を受賞する。
2019年5月、映画『さよならくちびる』での役柄である小松菜奈とのギターデュオ「ハルレオ」として、ミニアルバム『さよならくちびる』でCDデビュー。この映画での演技が評価され、第41回ヨコハマ映画祭主演女優賞を小松と共に受賞した。
2023年1月期、日本テレビ系ドラマ『リバーサルオーケストラ』で天才ヴァイオリニストの主人公を演じ、民放ゴールデン・プライム帯初主演を務めた。

## 人物・エピソード
- 「麦」という名前は本名[3]。麦はまっすぐに伸びることから、麦のようにどこまでもまっすぐ育ってほしいとの思いで名付けられた[29][注 2]。
- 家族は父、母、4歳下の弟がいる。両親はとてもアクティブでアウトドアが好きで、小さい頃から家族で山や雪山、海に行った。門脇もアクティブなことが好きで両親の影響がとても大きいという。小学校1年生から夏は毎年家族で一週間ぐらい島に滞在して、朝から晩までシュノーケリングをしていた[注 3]。父は門脇が大切にしていることや人生観を教えてくれた。父も読書家で「こういう本を読みなさい」と言われたことで、沢山の本を読んだ。また大切にしている言葉も父が教えてくれた言葉が多く、特別な人でもある[注 4]。
- 趣味は釣り、キノコ観察[注 5]、読書、料理、映画鑑賞[30]。
- 特技はクラシックバレエ、英会話[30]。バレエは5歳頃から中学生まで習った。プロを目指していたので、中学生の時は学校からバレエスタジオに行って、夜22時に帰宅。朝は早起きしてストレッチ、バーレッスンして、学校へ行って、バレエスクールに行って、帰宅してバーレッスンする生活を送っていた[注 6]。中学2年生の時に「生まれ持った素養がないと難しい」と悟り、断念したが、その特技を生かし、2013年に放映された東京ガスのCM「ガスの仮面 MASK OF GAS」シリーズでバレリーナ役を演じたことで注目を浴びた[2][31][32][33][34]。ブルーリボン賞受賞の際には、逃げるようにバレエを辞めてしまった後ろめたさから友達や先生にもずっと会いに行けず、頑張りを認めてもらえるよう女優として早く有名になりたかったと明かした[25]。
- 評論家の影山貴彦は「底知れぬポテンシャルを感じさせる女優」、「『まれ』をとってみてもヒロインの希の義理の妹で親友というなんでもない設定にもかかわらず示したあの存在感は、彼女に女優としての懐の深さがあってこそ。並の女優ではあそこまでのインパクトは残せない」、そして「まだまだ彼女のポテンシャルに見合うだけの作品に出合えていない印象。出合えた時が楽しみだ」と極めて高い評価をしている[19]。
- 映画、舞台、ドラマとメジャー作品からインディペンデント作品まで様々なジャンルの作品に出演しているが、門脇本人は「インディーズもメジャーも垣根なくやれればいい」としている[25]。
- 高校時代は一人で過ごすことが多く、レンタルDVD店で「ア」行から順番に4、5本借りてきては見るという生活をしていた。最初から「愛」の付く映画ばかりであったが、結局「サ」で終わった[35]。
- 撮影期間中は役に集中するためか、連絡を返す事がなくなる[36]
- ニューヨークから日本にやってきた際に、アメリカで過ごしていたような「わたし麦！友達になろう」という姿勢で接したところ、違和感を覚えた[36]。
- 大きな音が苦手である[36]。
- ウエンツ瑛士と友人であり、「変わった人」と言われている。また、2023年に10月11日放送のぽかぽかに出演した際に「2人は手を繋いだことはあるんですか？」という質問に、ウエンツが「ないともいいきれない。もうつないだかもしれない」などと恋愛関係を疑わせるようなジョークで返したため、門脇は「勘弁してくれよ」「恥ずかしい、まじでやめて。こんな生放送で」「なんでそんな中途半端な答え」と暑がりながら、後顧の憂いな様子をみせた[36]。
- 友達が少なく、陽気でポジティブ思考である[36]。

## 受賞歴
2014年
- 第6回TAMA映画賞 最優秀新進女優賞（『愛の渦』『闇金ウシジマくん Part2』）[15]
- 第36回ヨコハマ映画祭 最優秀新人賞 （『愛の渦』『闇金ウシジマくんPart2』『シャンティ デイズ 365日、幸せな呼吸』）[16]
- 第88回キネマ旬報ベスト・テン 新人女優賞 （『愛の渦』『闇金ウシジマくんPart2』『シャンティ デイズ 365日、幸せな呼吸』）[17]

2018年
- 第42回エランドール賞 新人賞（『彼らが本気で編むときは、』『こどもつかい』『世界は今日から君のもの』『ナミヤ雑貨店の奇蹟』『KOKORO（フランス語版）』『リバース』『悦ちゃん〜昭和駄目パパ恋物語〜』）[37]
- 第61回ブルーリボン賞 主演女優賞（『止められるか、俺たちを』）[38]

2019年
- 第41回ヨコハマ映画祭 主演女優賞（『さよならくちびる』）[27]
- エル シネマアワード2019「エル ベストアクトレス賞」[39]

## 出演

### 映画
- リアル鬼ごっこ3（2012年5月12日、Thanks Lab.）
- インターミッション（2013年2月23日、オブスキュラ・東北新社）[40]
- カサブランカの探偵（2013年3月2日、若手映画作家育成プロジェクト） ※短編[41][42]
- 海辺の町で（2013年3月30日、シネマ☆インパクト）[43]
- スクールガール・コンプレックス〜放送部篇〜（2013年8月17日、SDP） - 主演・三塚チユキ 役（森川葵とのW主演）[注 1][11][13]
- 愛の渦（2014年3月1日、クロックワークス） - 女子大生 役[14][44]
- 闇金ウシジマくん Part2（2014年5月16日、東宝映像事業部 / SDP） - 藤枝彩香 役[45]
- シャンティ デイズ 365日、幸せな呼吸（2014年10月25日、スールキートス） - 主演・本沢海空 役（道端ジェシカとのW主演）[46]
- アゲイン 28年目の甲子園（2015年1月17日、東映） - 沙奈美 役[47]
- 合葬（2015年9月26日、松竹メディア事業部） - 福原砂世 役[48]
- 太陽（2016年4月23日、KADOKAWA） - 主演・生田結 役（※神木隆之介とのW主演） [49]
- オオカミ少女と黒王子（2016年5月28日、ワーナー・ブラザース） - 三田亜由美 役[50]
- 二重生活（2016年6月25日、スターサンズ） - 主演・珠 役[21][51]
- 14の夜（2016年12月24日、SPOTTED PRODUCTIONS） - タカシの姉 役[52]
- 彼らが本気で編むときは、（2017年2月25日、スールキートス） - 佑香 役[53]
- こどもつかい（2017年6月17日、松竹） - 原田尚美 役[54]
- 世界は今日から君のもの（2017年7月15日、アークエンタテインメント） - 主演・小沼真実 役[55]
- ナミヤ雑貨店の奇蹟（2017年9月23日、KADOKAWA / 松竹） - セリ 役[56]
- KOKORO（フランス語版）（2017年11月4日、ブースタープロジェクト） - ヒロミ 役[57] ※ベルギー・フランス・カナダ合作映画
- 花筐/HANAGATAMI（2017年12月16日、唐津映画製作委員会 / PSC） - 千歳 役[58]
- サニー/32（2018年2月17日、オフィス・シロウズ / 日活） - ネット上に現れた二人目のサニー 役[59][60]
- 止められるか、俺たちを（2018年10月13日、若松プロダクション / スコーレ） - 主演・吉積めぐみ 役[61]
  - 青春ジャック 止められるか、俺たちを2（2024年3月15日、若松プロダクション）[62]
- ここは退屈迎えに来て（2018年10月19日、KADOKAWA） - 「あたし」 役[63]
- チワワちゃん（2019年1月18日、KADOKAWA） - 主演・ミキ 役[64]
- サムライマラソン（2019年2月22日、ギャガ） - 結衣 役[65]
- さよならくちびる（2019年5月31日、ギャガ） - 主演・ハル 役（※小松菜奈とW主演）[66]
- あのこは貴族（2021年2月26日、東京テアトル / バンダイナムコアーツ） - 主演・榛原華子 役[67]
- 浅草キッド（2021年12月9日、Netflix） - 千春 役[68]
- あなたの番です 劇場版（2021年12月10日、東宝） - 浦辺優 役[69]
- 天間荘の三姉妹（2022年10月28日、東映） - 天間かなえ 役[70]
- 渇水（2023年6月2日、KADOKAWA） -  小出有希 役[71]
- ほつれる（2023年9月8日、ビターズ・エンド） - 主演・綿子 役[72]
- オールド・フォックス 11歳の選択（2024年6月14日、東映ビデオ） -  主演・ヤンジュンメイ 役[73]
- 金髪（2025年11月21日公開予定、クロックワークス） - 赤坂 役[74]
- 白の花実（2025年12月26日公開予定、ビターズ・エンド）[75]

### テレビドラマ
- 美咲ナンバーワン!!（2011年1月12日 - 3月16日、日本テレビ） - 大和田麦 役
- 野田さんとメリークリスマス（2011年12月24日、NHKワンセグ2）
- ヒトリシズカ 最終話（2012年11月25日、WOWOW） - 佐川真琴 役
- 第二楽章（2013年4月16日 - 6月11日、NHK） - 遠藤鈴奈 役[76]
- 大河ドラマ（NHK）[77]
  - 八重の桜 第44話 - 第47話、第49話（2013年11月3日 - 12月8日） - 山本久栄 役[78]
  - 麒麟がくる（2020年1月19日 - 2021年2月7日） - 駒 役[79]
- 生きたい たすけたい（2014年3月11日、NHK） - 加奈子 役[77]
- ブラック・プレジデント（2014年4月8日 - 6月17日、関西テレビ） - 岡島百合 役[80]
- セーラー服と宇宙人（エイリアン）〜地球に残った最後の11人〜（2014年6月26日 - 8月21日、日本テレビ） - 主演・水瀬希望 役[81]
- 戦う女（2014年10月17日 - 11月14日、フジテレビNEXT / 2015年4月6日 - 4月9日、フジテレビ） - 主演・パンツ店店主 役[82]
- 翳りゆく夏（2015年1月18日 - 2月15日、WOWOW） - 朝倉比呂子 役[83]
- 佐知とマユ（2015年3月17日、NHK） - 主演・中山佐知 役[84]
- 連続テレビ小説 まれ（2015年4月6日 - 9月26日、NHK） - 寺岡（津村）みのり 役[85]
- 探偵の探偵 第7話 - 最終話（2015年8月20日 - 9月17日、フジテレビ） - 市村凛 役[86]
- 世界はひばりを待っている（2015年12月28日、NHK BSプレミアム） - 栗原新子 役（『戦後70年 HIBARIフェス!1945 to 2015』のドラマパート。ドラマ単独で2016年2月6日・13日・20日に再放送）[87][88]
- 女性作家ミステリーズ 美しき三つの嘘 第2話「炎」（2016年1月4日、フジテレビ） - 磯崎初音 役[89]
- 民王スペシャル〜新たなる陰謀〜（2016年4月15日、テレビ朝日） - 中田薫 役[90]
- お迎えデス。（2016年4月23日 - 6月18日、日本テレビ） - 緒川千里 役[91]
- コールドケース 〜真実の扉〜 第6話（2016年11月26日、WOWOW） - コ・スジョン 役[92][93]
- モンタージュ 三億円事件奇譚（2016年6月25日・26日、フジテレビ） - 井上和子 役[94]
- リバース（2017年4月14日 - 6月16日、TBS） - 谷原（村井）明日香 役[95]
- 悦ちゃん〜昭和駄目パパ恋物語〜（2017年7月15日 - 9月16日、NHK） - 池辺鏡子 役[96]
- ショートショート木皿泉劇場「道草」「さよなら不思議ちゃん」（2017年12月9日、NHK BSプレミアム） - ピュアコ 役[97]
- トドメの接吻（2018年1月7日 - 3月11日、日本テレビ） - ヒロイン・佐藤宰子  役[98]
- シリーズ・横溝正史短編集Ⅱ『金田一耕助踊る！』華やかな野獣（2020年1月25日、NHK BSプレミアム） - 越智悦郎 役[99]
- コタキ兄弟と四苦八苦 第7話（2020年2月22日、テレビ東京） - 神野あかり 役[100]
- 40万キロかなたの恋（2020年7月25日 - 8月15日、テレビ東京） - 鮎原咲子 役[101]
- 夢の本屋を巡る冒険（2020年8月18日・19日、NHK総合） - 店長 役[102]
- 正月時代劇 ライジング若冲 天才 かく覚醒せり（2021年1月2日、NHK総合・NHK BS4K） - 池玉瀾 役[103]
- うきわ -友達以上、不倫未満-（2021年8月9日 - 9月27日、テレビ東京） - 主演・中山麻衣子 役[104]
- ミステリと言う勿れ 第2話 - 第10話（2022年1月24日 - 3月14日、フジテレビ） - ライカ（音無千夜子） 役[105]
- ダマせない男（2022年3月26日、日本テレビ） - 浅香澪 役[106]
- 親愛なる僕へ殺意をこめて（2022年10月5日 - 11月30日、フジテレビ） - 雪村京花 役[107][108]
- 失恋めし 第1話（2022年12月11日・読売テレビ） - サバ子 役[109]
- リバーサルオーケストラ（2023年1月11日 - 3月15日、日本テレビ） - 主演・谷岡初音 役（田中圭とのW主演）[110][111]
- ながたんと青と-いちかの料理帖-（2023年3月24日 - 5月26日、WOWOW） - 主演・桑乃木いち日 役[112][113]
- 厨房のありす（2024年1月21日 - 3月24日、日本テレビ） - 主演・八重森ありす 役[114][115]
- ほんとにあった怖い話 25周年スペシャル「共作結界」（2024年8月17日、フジテレビ） - 謎の女 役[116]
- 秘密〜THE TOP SECRET〜（2025年1月20日 - 4月7日、関西テレビ・フジテレビ） - 三好雪子 役[117]

### 舞台
- 高円宮憲仁親王殿下メモリアル ローザンヌ国際バレエコンクール日本開催15周年 ローザンヌ・ガラ 〜ローザンヌ国際バレエコンクール受賞者による〜（2004年8月10日 - 11日、青山劇場）[118]
- 黄色い月 -レイラとリーのバラッド-（2012年3月14日 - 18日、ザ・スズナリ） - レイラ 役[8]
- ストリッパー物語（2013年7月10日 - 8月11日、東京芸術劇場 / 仙南芸術文化センター / 北九州芸術劇場  /  滋賀県立芸術劇場 びわ湖ホール） - 美智子 役[119]
- K.テンペスト（2014年10月29日 - 11月3日、まつもと市民芸術館）
- 狂人なおもて往生をとぐ -昔 僕達は愛した-（2015年2月10日 - 3月14日、東京芸術劇場 / 穂の国とよはし芸術劇場PLAT / 兵庫県立芸術文化センター  / まつもと市民芸術館）
- KERA MAP 「グッドバイ」（2015年9月12日 - 9月27日、世田谷パブリックシアター / 北九州芸術劇場 / りゅーとぴあ / シアターBRAVA! / まつもと市民芸術館 / KAAT神奈川芸術劇場） - 農家の跡取り娘・草壁よし 役（他、店の者、編集部員、娼婦、看護婦）[120]
- わたしは真悟（2016年12月 - 2017年1月） - 主演・悟 役[121][122][123]
- フェードル（2017年4月8日 - 4月30日、シアターコクーン / りゅーとぴあ / 刈谷市総合文化センター / 兵庫県立芸術文化センター） - アリシー 役[124]
- NODA・MAP第22回公演『贋作 桜の森の満開の下』（2018年9月1日 - 12日、東京芸術劇場 プレイハウス / 9月28日 - 10月3日、フランス・国立シャイヨー劇場 / 10月13日 - 21日、新歌舞伎座 / 10月25日 - 29日、北九州芸術劇場 大ホール / 11月3日 - 25日、東京芸術劇場 プレイハウス） - 早寝姫 役[125]
- ねじまき鳥クロニクル（2020年2月11日 - 2月27日、東京芸術劇場 プレイハウス） - ヒロイン・笠原メイ 役[126][127]
- プレミアムリーディング 朗読劇「もうラブソングは歌えない」-「カラマツのように君を愛す〜小説『しあわせのパン』より」（2020年8月8日・9日、東京国際フォーラム）[128]
- 赤堀雅秋プロデュース「ケダモノ」（2022年4月21日 - 5月22日、東京・本多劇場 / 北海道・かでるホール / 大阪・サンケイホールブリーゼ） - ヒロイン[129]
- ねじまき鳥クロニクル（2023年11月7日 - 11月26日、東京芸術劇場 プレイハウス） - ヒロイン・笠原メイ / 謎の女（声） 役[130]
- 未来少年コナン（2024年5月28日 - 6月16日、東京芸術劇場 プレイハウス） - モンスリー 役[131]
- 陽気な幽霊（2025年5月、シアタークリエ / 6月、梅田芸術劇場 シアター・ドラマシティ / 6月、福岡市民ホール 中ホール） - ルース 役[132]
- 二兎社公演49「狩場の悲劇」（2025年11月、紀伊國屋サザンシアター TAKASHIMAYA 他）[133]

### 配信ドラマ・動画
- Little tales from LAWSON 〜ローソンのちょっとした物語・序章〜（2011年、ローソン）[134]
- Share Smile（2012年、東京スマートドライバー）小山薫堂特別監修 交通安全ショートフィルム「Share Smile」[135][136]
- 火花（2016年6月3日、Netflix） - 宮野真樹 役[137]
- THE LIMIT 第2話「タクシーの女」（2021年3月12日配信、Hulu）- 宮田咲希 役
- 失恋めし 第1話（2022年1月14日、Amazon Prime Video） - サバ子 役[109]

### 語り・ナビゲーター
- NONFIX「花のない花屋〜注文する客それぞれの事情〜」（2013年12月5日、フジテレビ） - 出演・語り[138]
- 水がうるおす命の楽園〜門脇麦がゆく釧路湿原〜 - リポーター
  - 北海道LOVEテレビ枠（2018年3月3日、NHK総合（北海道ローカル））[139]
  - NHK BSプレミアム（2018年10月20日、NHK BSプレミアム）[140]
- NHKスペシャル 東京ミラクル（2019年 - 2020年、NHK総合）
  - 第1集「美食の街 受け継がれる“築地の魂”」（2019年1月13日）[141]
  - 第2集「巨大鉄道網 秒刻みの戦い」（2019年6月29日）[142]
  - 第3集「最強商品 アニメ」（2019年12月17日）[143]
  - 第4集「老舗ワンダーランド 佐藤健・物々交換の旅」（2020年1月1日）[144]
- わたしのヒュッゲ（2021年4月2日 - 、テレビ東京）[145]
- こころの時代「ヴィクトール・フランクル それでも人生には意味がある」（2024年4月21日-9月15日、NHK Eテレ）- 語り[146]

### その他の出演
- チカラウタ（2016年11月6日、日本テレビ） - ゲスト出演[147]
- スジナシ（CBCテレビ）
- 情熱大陸（2018年4月1日、MBS・TBS系）[148]
- SWITCHインタビュー 達人達「門脇麦×角幡唯介」（2024年1月26日、NHK Eテレ）[149]

### ゲーム
- 二ノ国II レヴァナントキングダム（2018年3月23日発売）- シャーティー 役

### CM
- ユニクロ
  - WAKE UP（2012年5月）[注 7]
  - フリース（2012年10月 / 2014年10月）[150]
- 久原本家グループ 企業（2012年）[151][152]
- エーザイ エムティーアイ チョコラBB Feチャージ×ルナルナ（2013年）[153]
- 東京ガス ガスの仮面（2013年） - 舞 役[33][154]
- So-net NURO光（2013年）[155][156]
- Asahi アサヒ飲料 六条麦茶（2015年）[3]
- メガネトップ「眼鏡市場」（2016年）[157]
- SAPPORO サッポロビール 第94回箱根駅伝用オリジナルCM（2018年1月2日・3日）[158]
- KIRIN キリンビール「キリン のどごし〈生〉」（2018年）[159]
- パーソルキャリア ミイダス（2018年） - 秘書 役 ※竜雷太、安田顕と共演[160]
- 東武鉄道 SL大樹（2020年）[161]。
- Nestle ネスレ日本 「キットカット」全粒粉ビスケットin（2021年）[162]
- リクルート Airシフト「バックヤード」篇（2021年）
- サントリー「スピリッツ・鏡月Green」（2022年） - ウエンツ瑛士と共演[163]
- 大塚製薬「ボディメンテ」『THE DAY #C105』篇（2024年11月- ） - 富田望生と共演[164]

### PV
- JUJU 「Sign」（2012年1月25日）
- 高橋優 「さくらのうた」（2016年3月9日）[165]
- 山下達郎「REBORN」（2017年9月13日）[166]
  - 「REBORN (short ver.)」（2017年8月28日公開）※映画『ナミヤ雑貨店の奇蹟』主題歌
  - 「REBORN」（セリver.）（2017年8月28日公開）※映画『ナミヤ雑貨店の奇蹟』劇中歌

## 作品

### 楽曲
- REBORN -Vocals by セリ（門脇麦）-（2017年9月13日発売）※映画『ナミヤ雑貨店の奇蹟』劇中歌[166]。山下達郎のシングル「REBORN」に収録。
- 『さよならくちびる』 （2019年5月22日発売） - 小松菜奈とのデュオ「ハルレオ」名義（映画『さよならくちびる』での役柄）によるミニアルバム[26]。

### モデル
- lovely hickey #3（2012年3月）[167][168]